# 火山島 (小説)
火山島（かざんとう）は、金石範が1981年から1988年にかけ文芸誌『文學界』に掲載した長編小説である。
連載当初のタイトルは「海嘯」であったが、単行本（田村義也装丁）は、文藝春秋で（第1巻から第3巻目まで）「火山島」に改題し刊行、第2部（第4巻から第7巻）は1996年から翌97年に出版された。2015年10月に岩波書店でオンデマンド出版で再刊。
1948年に李承晩軍事政権に抗し、朝鮮南部・済州島で起きた「済州島四・三事件」を題材にした作品である。
1984年に大佛次郎賞（第1部・3巻目まで）、全7巻で完結した1998年に毎日芸術賞を各・受賞している。